# Shape of Despair
Shape of Despair é uma banda de doom metal finlandesa. Formada em 1995, sob a denominação Raven, mudou seu nome para o atual em 1998.
O conjunto já lançou quatro álbuns. Actualmente, possui contrato com a editora Solarfall. Em 2007, o Shape of Despair participou de um tributo ao grupo Skepticism, intitulado Entering the Levitation, com uma versão da canção "Aether".

## Integrantes

### Membros atuais
- Henri Koivula - vocais (2011–presente)
- Natalie Safrosskin (formalmente conhecida como Natalie Koskinen) - vocais líricos (1998–presente)
- Jarno Salomaa - guitarra principal & teclado (1998–presente)
- Tomi Ullgren - rhythm guitars (1998–presente), studio bass (1998–2004)
- Samu Ruotsalainen - bateria (1999–2015)
- Sami Uusitalo - baixo (2002–presente)

### Ex-integrantes
- Pasi Koskinen - vocais (2001–2010)
- Toni Mäensivu - vocais (1999–2001), drums (1998)
- Miika "Azhemin" Niemelä - vocais (1998)

### Músicos de turnê
- Miika "Azhemin" Niemelä - baixo (1998–2004)

### Músicos convidados
- Toni Raehalme - violino (recorded on Angels of Distress and Illusion's Play)
- Aslak Tolonen - kantele (recorded on Illusion's Play)
- Johanna Vakkuri - flauta (recorded on Shades of...)

## Discografia

### Álbums
- Shades of...  (2000 - Spikefarm Records, relançado em 2006 pela Season of Mist)
- Angels of Distress (25 de setembro de 2001 - Spikefarm Records, Relapse Records)
- Illusion's Play (27 de setembro de 2004 - Spikefarm Records, relançado em 2005 pela Season of Mist)
- Monotony Fields (15 de junho de 2015 - Season of Mist)

### EPs
- Written in My Scars (31 de outubro de 2010 - Solarfall Records)
- Shape of Despair / Before the Rain (30 de junho de 2011 - Avantgarde Music)

### Compilation albums
- Shape of Despair (3 de agosto de 2005 - Spikefarm Records, relançado em 2006 pela Season of Mist)

### Demos
- Alone in the Mist (1998 como Raven)